# Jacques Mercanton

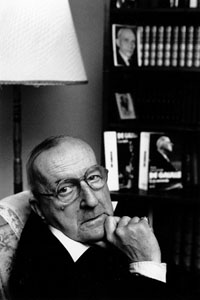
Jacques Mercanton 1990

Jacques Mercanton (* 16. April 1910 in Lausanne; † 27. April 1996 ebenda) war ein Schweizer Schriftsteller, Essayist und Universitätsprofessor.

## Biographie
Jacques Mercanton studierte Literatur an der Universität Lausanne und promovierte 1940 zum Thema Poésie et religion dans l'oeuvre de Maurice Barrès.
Danach hielt er sich zweimal für längere Zeit in Paris auf, wo er Vorlesungen an der Sorbonne und am Collège de France besuchte. Dabei machte er die Bekanntschaft von James Joyce, für den er eine Weile arbeitete und dem er später ein schmales, doch sehr persönliches Buch widmen sollte: Les Heures de James Joyce (1967). Dieses wurde auch in englische, spanische und deutsche Sprache übersetzt.
Zwischen 1935 und 1938 studierte er in Deutschland, Grossbritannien, Spanien und in der Tschechoslowakei. Von 1938 bis 1940 war er als Lektor an der Universität Florenz tätig.
Sein erster Erzählband, Le Secret de vos cœurs, erschien 1942.
Daraufhin kehrte er nach Lausanne zurück und unterrichtete bis 1955 Französisch am "Collège classique", bevor er auf den Lehrstuhl für Literatur an der Universität Lausanne berufen wurde. Während dieser Zeit publizierte er mehrere Romane, von denen der erste, Thomas l’incrédule, 1943 den Prix Rambert bekam. Es folgten Le Soleil ni la mort (1948), De Peur que vienne l'oubli (1962), der Band "italienischer Erzählungen" La Sibylle (1967) und schliesslich L'Été des Sept-Dormants (1974), sein Hauptwerk, für das der 1975 den Grand Prix C.F. Ramuz, den Prix de la Ville de Lausanne (1982) sowie den Gottfried-Keller-Preis (1988) erhielt.
Er arbeitete auch für Albert Skira und dessen Zeitschrift Labyrinthe. So lernte er 1947 Thomas Mann und 1955 Louis Massignon kennen. Obwohl er ausserhalb der Schweiz nur wenig Anerkennung fand, wollte er nichts von einer spezifisch westschweizerischen Literatur wissen.
Er war der Neffe des Meteorologen, Glaziologen und Physikers Paul-Louis Mercanton.

## Werke
- Le Secret de vos cœurs, Erzählungen, Editions F. Rouge, Lausanne 1942
- Thomas l'Incrédule, Roman, Editions F. Rouge, Lausanne 1943
- Poètes de l'univers, Essays, Skira, Genf 1947
- Le Soleil ni la mort, Roman, La Guilde du Livre, Lausanne 1948
- Christ au désert, fünf Erzählungen, La Baconnière, Neuchâtel 1948
- La Joie d'amour, Roman, La Guilde du Livre, Lausanne 1951
- Maroc, terre et ciel, zusammen mit Rouget Bernard, Essay, La Guilde du Livre, Lausanne 1954
- Celui qui doit venir, Erzählung, 1956
- Andalousie, Essay, La Guilde du Livre, Lausanne 1957
- De Peur que vienne l'oubli, La Guilde du Livre, Lausanne 1962
- La Sibylle, italienische Erzählungen, La Guilde du Livre, Lausanne 1967, deutsch von Markus Hediger: Der Verbannte von Grado, Benziger, Zürich 1984
- Les Heures de James Joyce, Essay, Editions L'Age d'Homme, Lausanne 1967, deutsch von Markus Hediger: Die Stunden des James Joyce, Lenos Verlag, Basel 1993
- L'Été des Sept-Dormants, Roman, Bertil Galland, Vevey 1974
- L'Amour dur, Erzählungen, Editions de l'Aire, Lausanne 1980
- Le Siècle des grandes ombres, Essays, Editions de l'Aire, Lausanne 1981
- Mozart avant l'adieu et autres essais, Essays, Editions de la Différence, Paris 1991
- Racine devant Dieu, Essay, Editions de la Différence, Paris 1997
- Le Rêve arabe, Essays, Editions de l'Aire, Vevey 1997

## Bibliographie
- Jean Romain, Présence de Jacques Mercanton, Essay, Editions de l'Aire, Lausanne 1989
- Jean Romain, Jacques Mercanton, un univers romanesque, Puf, Fribourg 1991
- Angaben zu Jacques Mercanton in der Datenbank der Bibliothèque nationale de France.
- Roger Francillon: Mercanton, Jacques. In: Historisches Lexikon der Schweiz.